# Yoo Youngkuk
 (novembre 2021).
La mise en forme du texte ne suit pas les recommandations de Wikipédia : il faut le « wikifier ».
Les points d'amélioration suivants sont les cas les plus fréquents. Le détail des points à revoir est peut-être précisé sur la page de discussion.
- Les titres sont pré-formatés par le logiciel. Ils ne sont ni en capitales, ni en gras.
- Le texte ne doit pas être écrit en capitales (les noms de famille non plus), ni en gras, ni en italique, ni en « petit »…
- Le gras n'est utilisé que pour surligner le titre de l'article dans l'introduction, une seule fois.
- L'italique est rarement utilisé : mots en langue étrangère, titres d'œuvres, noms de bateaux, etc.
- Les citations ne sont pas en italique mais en corps de texte normal. Elles sont entourées par des guillemets français : « et ».
- Les listes à puces sont à éviter, des paragraphes rédigés étant largement préférés. Les tableaux sont à réserver à la présentation de données structurées (résultats, etc.).
- Les appels de note de bas de page (petits chiffres en exposant, introduits par l'outil «  Source ») sont à placer entre la fin de phrase et le point final[comme ça].
- Les liens internes (vers d'autres articles de Wikipédia) sont à choisir avec parcimonie. Créez des liens vers des articles approfondissant le sujet. Les termes génériques sans rapport avec le sujet sont à éviter, ainsi que les répétitions de liens vers un même terme.
- Les liens externes sont à placer uniquement dans une section « Liens externes », à la fin de l'article. Ces liens sont à choisir avec parcimonie suivant les règles définies. Si un lien sert de source à l'article, son insertion dans le texte est à faire par les notes de bas de page.
- La présentation des références doit suivre les conventions bibliographiques. Il est recommandé d'utiliser les modèles {{Ouvrage}}, {{Chapitre}}, {{Article}}, {{Lien web}} et/ou {{Bibliographie}}. Le mode d'édition visuel peut mettre en forme automatiquement les références.
- Insérer une infobox (cadre d'informations à droite) n'est pas obligatoire pour parachever la mise en page.

Pour une aide détaillée, merci de consulter Aide:Wikification.
Si vous pensez que ces points ont été résolus, vous pouvez retirer ce bandeau et améliorer la mise en forme d'un autre article.
Yoo Youngkuk (en coréen : 유영국 ; aussi appelé YYK) est un artiste peintre et photographe coréen né en 1916 et mort en 2002, spécialiste dans l'art abstrait. Il le pratique à partir des années 1930 alors qu'il étudie à l'école d'art Bunka Gakuin à Tokyo. Interagissant avec des artistes d'avant-garde et participant à Jiyu-ten (exposition d'artistes libres) et à d'autres sociétés, YYK s'inscrit dans le mouvement d'art moderne japonais. Après la libération de la Corée, YYK cofonde le Groupe du Néoréalisme et l'Association des artistes modernes avec Whanki Kim, Lee Kyusang, Han Mook, Hwang Yumsu et Park Kosuk. Dans la mesure où il en peint beaucoup, il est considéré comme peintre des montagnes, il est aussi surnommé le magicien des couleurs. Dans ses peintures, la nature est présentée sous des formes non figuratives avec des lignes fortes et des plans colorés. Il est membre de l'Académie coréenne des arts depuis 1979.

## Jeunesse
Yoo Youngkuk (YYK) naît dans le comté d'Uljin dans la province montagneuse de Gangwon en 1916. Sa famille est assez aisée. Son père Yoo Moonjong (-1946) est un propriétaire qui fournit d'importantes provisions militaires au général Shin Dolsuk à la fin de l'empire coréen (1906) et crée l'école élémentaire de Jedong (1922- 1943) à Uljin. Après l'enseignement primaire à Uljin, YYK déménage à Séoul pour entrer à Chei Kobo (aujourd'hui collège et lycée Kyungbok). Sous l'occupation japonaise, les étudiants coréens, dont YYK, sont surveillés de près et les délits sont réprimés. Cependant, Sato Kunio, professeur d'art à Chei Kobo gagne le respect des étudiants coréens en raison de sa personnalité, et c'est sous son influence que cette école produit plusieurs maîtres en art moderne coréen. Les châtiments corporels sont alors fréquents. Un jour, YYK est battu par son professeur pour avoir refusé d'espionner ses camarades : l'atmosphère répressive de l'école le déçut. Quelques jours plus tard, il quitte l'école alors qu'il était en fin d'études et est allé au Japon avec l'intention d'entrer dans une académie de marine marchande à Yokohama pour devenir officier du cargo commercial parcourant le monde. Après s'être rendu compte qu'un diplôme d'études secondaires était nécessaire pour postuler à l'école, il a décidé d'entrer dans le département de peinture à l'huile du Bunka Gakuin College de Tokyo, une école d'art connue pour son atmosphère et ses politiques libérales.

## Période tokyoïte (1935-1943)
Dans les années 1920 commence le mouvement d'avant-garde au Japon. Quand Yoo Youngkuk arrive à Tokyo, le futurisme et le constructivisme russes sont présents sur la scène japonaise. Hasegawa Saburo et Murai Masanari, qui étudièrent à Paris, furent à la tête du mouvement d'avant-garde, à leur retour à Tokyo.

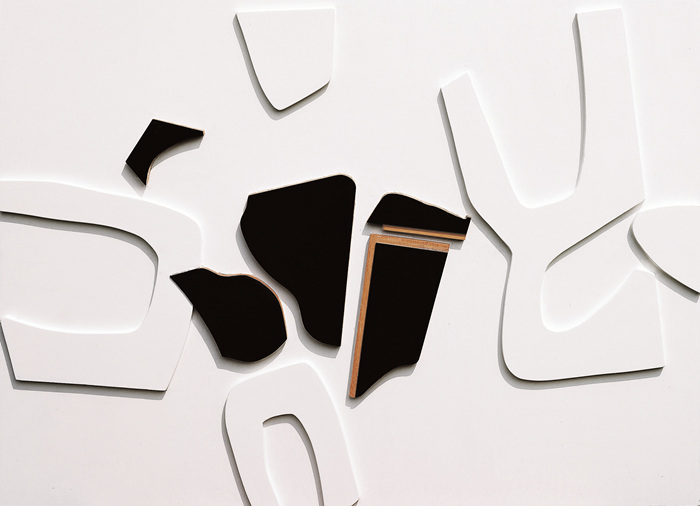
Œuvre R3, 1938 (restaurée en 1979 par Yoo Lizzy, fille de YYK Yoo), technique mixte, 65x70 cm.

### Art abstrait
À Bunka Gakuin, malgré l'absence de professeur d'art abstrait, Yoo Youngkuk choisit cette spécialité. Il s'éloigne donc de la peinture traditionnelle. YYK fait ses débuts en tant qu'artiste à la 7e exposition de l'Association des artistes indépendants en 1937 et participe au Jiyu-ten. Il remporte le grand prix à la deuxième exposition (1938) et devient membre de cette société. C'est ce prix qui le fit participer au courant dominant du mouvement d'avant-garde japonais.
Ses œuvres de cette période furent toutes perdues pendant la guerre de Corée, à l'exception de certaines de ses œuvres en relief qui sont restées sous forme de cartes postales reproduites plus tard par sa fille Yoo Lizzy (1945-2013), elle-même artiste travaillant le métal. Ces reliefs originaux étaient réalisés à la fin des années 1930, presque en même temps que les œuvres de Piet Mondrian et Jean Arp qui dirigèrent le groupe Abstraction-Création à Paris.

### Photographie
YYK apprend la photographie à l'Oriental Photography School de Tokyo et ses photographies sont exposées au Jiyu-ten. Pendant le déclenchement de la Seconde Guerre mondiale, les artistes furent contraints de travailler sur des peintures de guerre documentaires au Japon et un artiste comme Hasegawa Saburo, ne voulant pas se conformer à la politique, choisit de travailler sur la photographie. YYK, qui en fiut peut-être affecté, il se souvint pourtant plus tard qu'il avait appris la photographie comme moyen de vivre pour l'avenir . Ses œuvres photographiques représentaient principalement des vestiges historiques de Gyengju, l'ancienne capitale de Silla (BC57-AD935).

## Période blanche (1943-1955)
En 1943, YYK rentre en Corée et épouse Kim Kisoon l'année suivante. Pendant la période chaotique de la Corée pour être libérée de l'empire japonais (1945) et devenir un pays indépendant, YYK commande un bateau de pêche appartenant à sa famille avec une dizaine d'hommes d'équipage et part en mer pour pêcher pendant plusieurs années. En 1947, on lui offre un emploi d'instructeur à temps plein au département des beaux-arts de l'Université nationale de Séoul. Il se rend donc à Séoul pour y poursuivre sa carrière d'artiste.

### Sinsasil-pa (Groupe Néo-réalisme)

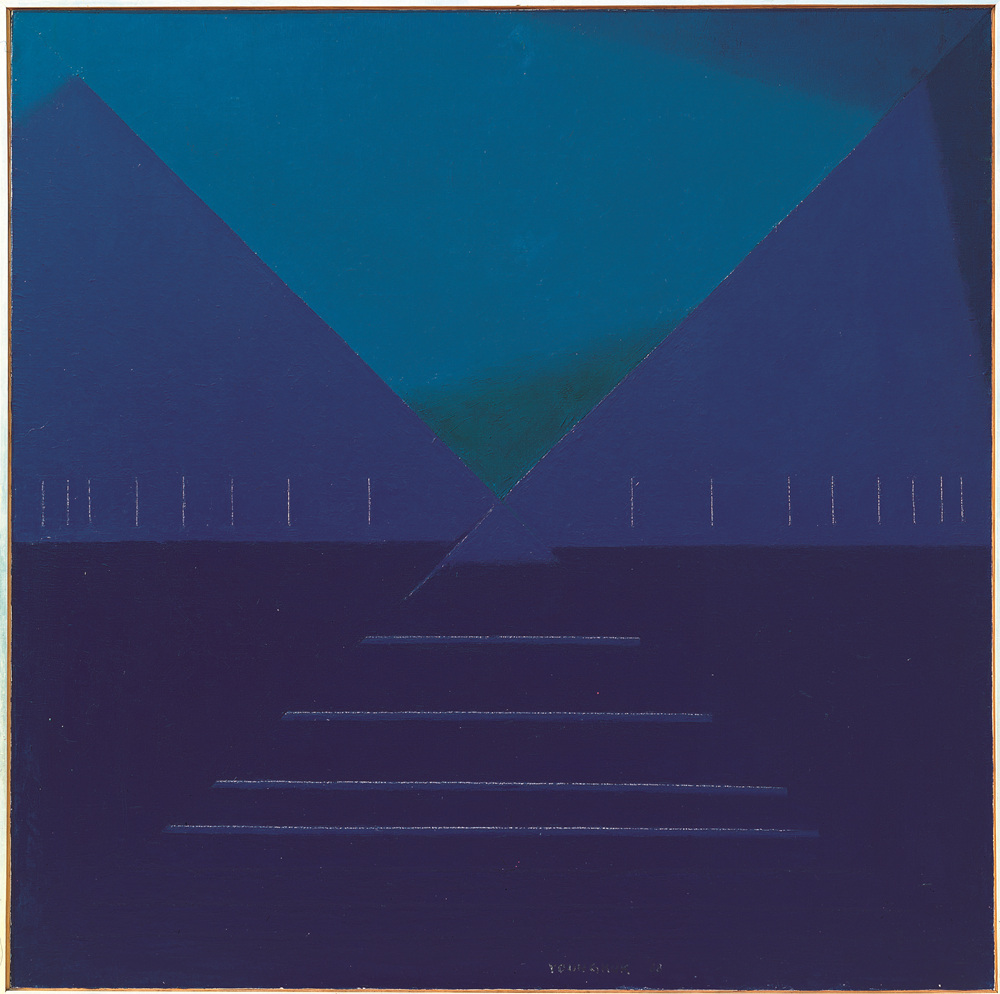
Œuvre, 1963, huile sur toile, 130x162cm

### Guerre de Corée: période sombre
Pendant les trois premiers mois d'occupation de Séoul par l'armée nord-coréenne (28 juin-28 septembre 1950) et les mois suivant la libération de Séoul, YYK et sa famille endurèrent faim et pauvreté. Pendant la deuxième occupation de Séoul par l'armée nord-coréenne en janvier 1951, YYK et sa famille fuirent à Uljin, mais la situation économique n'y était pas meilleure. YYK y reprend l'usine de brasserie et un bateau de pêche longtemps inutilisé et travaille comme entrepreneur et comme ouvrier. En quelques années, YYK devient l'un des hommes les plus prospères de la ville. Cependant, YYK quitte son entreprise alors au sommet de son succès financier et déménage à Séoul pour peindre à nouveau.
Entre la fin de la vingtaine et le début de la quarantaine, YYK quitte sa profession pour survivre et nourrir sa famille dans un environnement social tumultueux. Plus tard, YYK qualifie cette période de « décennie perdue ». Cependant, l'entreprise de brasserie, qu'il a laissée à son frère cadet, Yoo Youngjin, fournit un revenu de base à sa famille pendant les années où la peinture abstraite ne lui permettait pas de gagner sa vie : ce revenu lui permit de se consacrer à son art. Toutes les œuvres d'art de YYK datant d'avant la guerre de Corée furent détruites pendant celle-ci, à l'exception de deux. Les œuvres exposées à la 3e exposition Sinsasil-pa à Busan en 1953 sont retrouvées en mauvais état puis restaurées.

## Art abstrait
Lorsque YYK rentre à Séoul en 1955 et tente d'y reprendre sa carrière de peintre. Cependant, la Corée est isolée et les informations sur les Beaux-Arts dans le monde, ainsi que les matériaux, ne sont pas disponibles. YYK déclare avoir choisi le rouge pour une peinture car c'était la seule couleur accessible. Après la guerre de Corée, le maccarthysme de la société était tel que la couleur rouge dans la peinture était souvent confondue avec le soutien du communisme.
YYK choisit de placer la montagne au centre de son œuvre. Il commence par de l'art abstrait (contrairement à plusieurs artistes qui expérimentent l'art figuratif avant de passer à l'art abstrait). Aucun artiste coréen ne prête réellement attention à l'abstraction.
Il commence à vendre à l'âge de soixante ans.
Ce n'est qu'après les années 1960 que les informations sur le mouvement artistique dans le monde sont devenues disponibles, par les livres d'art importés du Japon. Il participe à la biennale de Sao Paulo en 1963 et à l'exposition sur invitation du Congrès pour la liberté culturelle en 1964. Lorsque Kim Whanki, qui a immigré aux États-Unis l'année précédente, lui écrivit qu'à New York, les artistes travaillent presque mécaniquement de neuf à six heures dans leurs studios comme le font les salariés dans leur entreprise, YYK répondit qu'il pouvait faire la même chose à la maison. Ponctuel, il consacrait dix heures par jour à son travail jusqu'à devoir arrêter pour raison de santé. YYK voyage régulièrement, pendant quatre ou cinq jours environ toutes les cinq semaines, à Uljin pour superviser l'entreprise brassicole, voyageant à travers les montagnes de Kangwon-do et le long du littoral de la mer du Japon. Ce voyage inspire son art. Cependant, un travail intensif en position debout endommagea son articulation de la hanche, ce qui, combiné à une grave crise cardiaque en 1976, le contraint à travailler assis sur un fauteuil roulant.

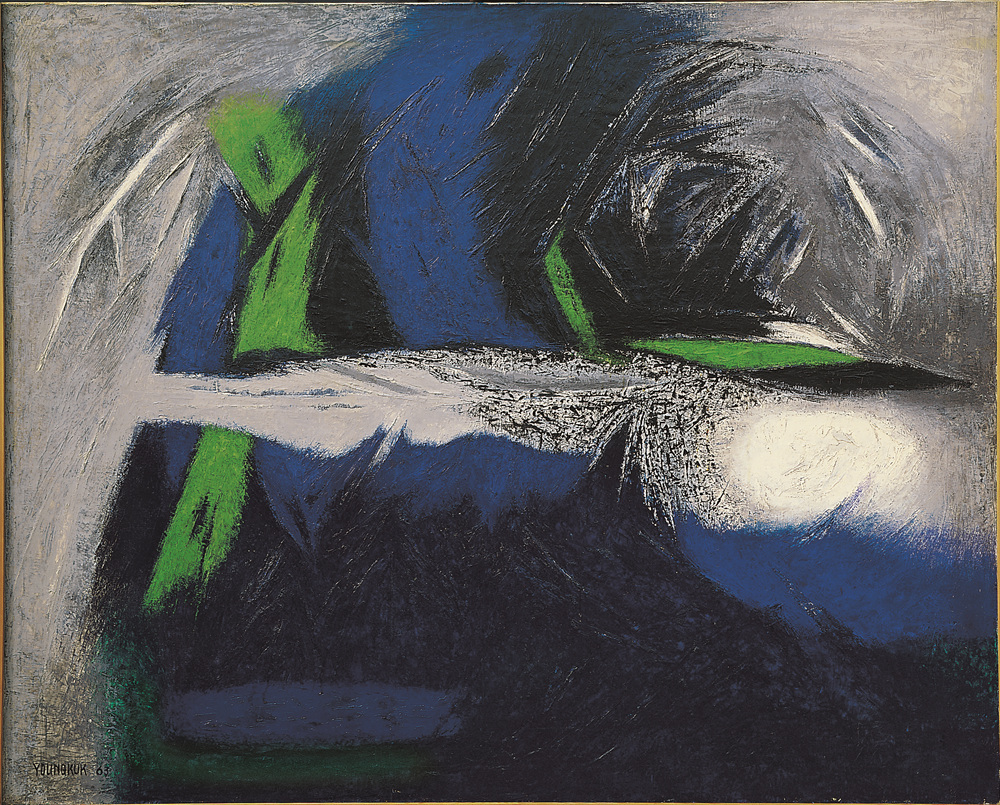
Œuvre, 1963, huile sur toile, 130x162cm

YYK est élu représentant de l'Association of Modern Artists en 1961, mais il démissionna de son poste peu de temps après pour se concentrer sur la première exposition personnelle prévue en 1964. Dans la même veine, il occupa un poste d'enseignant à l'université Hongik en tant que directeur du département de peinture à l'huile (1966-1969), mais démissionna quelques années plus tard et ne retourna plus à l'université.

### 1955-1958: Recherche dans le noir
YYK est devenu membre fondateur de la Modern Art Society (à partir de 1957) et les œuvres réalisées durant cette période présentaient plusieurs caractéristiques ; composition dimensionnelle complexe mais diversifiée, contours épais et forts créant des formes rigides mais géométriques, couleurs primaires fortement peintes. Malgré le caractère abstrait de ses œuvres, on peut y voir des paysages d'Uljin et de Jukbyun.

### 1958-1967
Depuis 1958, il ne peint plus de lignes épaisses, mais leur préfère les aplats colorés. Les traits vifs ressemblaient souvent aux éclosions de la croûte terrestre. Le contraste net des couleurs et la densité des compositions sont la principale caractéristique du travail de YYK. Kim Byungki, critique d'art et artiste, mentionne à propos de cette caractéristique du travail de YYK que « l'énergie, comme lorsque la lave explose de la caisse, jaillit de la peinture procure des émotions inexplicables aux spectateurs ». Les lignes qui parcourent la toile comme des éclairs de lumière renforcent cette sensation. Lee Il, critique, écrit que l'équilibre et l'harmonie des couleurs dans les peintures suggéraient que l'utilisation de la couleur par YYK atteignait un certain niveau de maîtrise, et Kim Youngjoo déclara que ses œuvres portaient l'essence de notre époque. Par rapport aux œuvres précédentes décrivant la nature avec une composition stricte, les œuvres de cette période offrent des tensions avec des dynamiques et des sens du mouvement libérés de toute règle explorée par YYK à l'époque précédente.

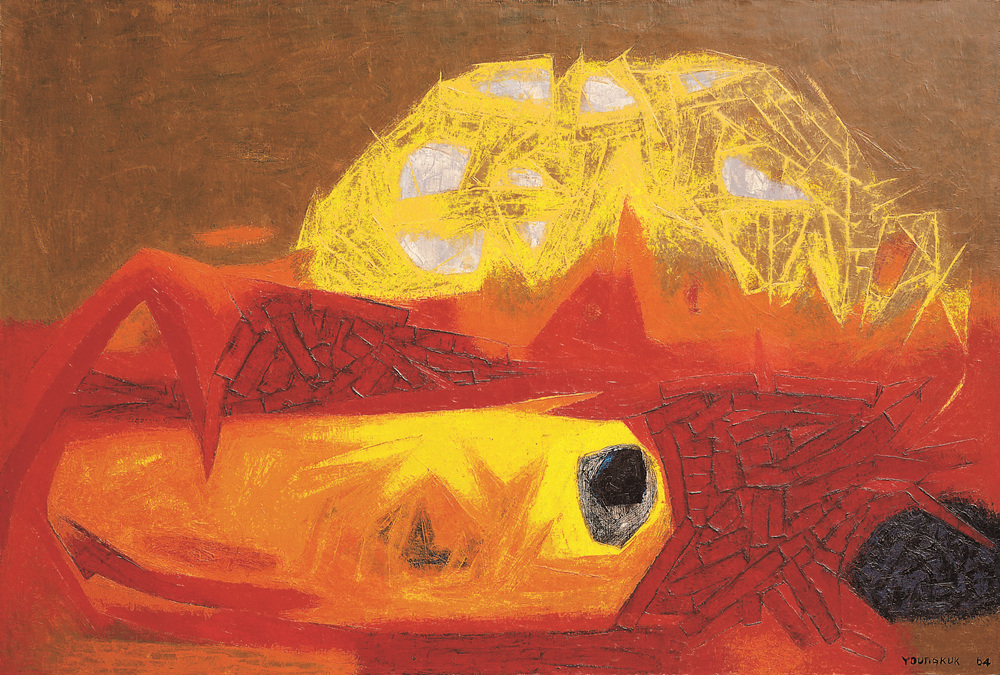
Œuvre, 1964, huile sur toile, 130x194cm

### 1968-1973: abstraction géométrique
À l'âge de cinquante ans, YYK explore formes géométriques et couleurs primaires. La texture épaisse et rugueuse des peintures de l'époque précédente ne se retrouve plus chez ses nouvelles œuvres, et ces dernières retrouvent calme et sérénité. Des couleurs primaires et complémentaires sont utilisées pour intensifier la sensation visuelle, et les lignes coupant les espaces en diagonale, verticalement et horizontalement confèrent un sentiment de dynamisme à la toile. Les éléments figuratifs essentiels des objets naturels y sont extraits dans leurs formes les plus simples et dupliqués à plusieurs reprises pour donner profondeur et perspective à la peinture.

### 1973-1979: Champs de couleurs pastoraux
En 1977, YYK déménagea de Yaksu-dong, où il vécut pendant trente ans, à Deungchon-dong, banlieue de Séoul. Les œuvres appartenant à cette période ont été peintes dans des couleurs et avec des lignes plus douces, ce qui leur procure intimité et confort. Les arbres étaient souvent représentés sous la forme d'un « Y » et les montagnes présentaient des angles plus doux et plus arrondis.

### 1978-1999: Paix et confort
Dans ses dernières années, YYK souffre de plusieurs maladies. Il déclare pourtant dans un entretien : « Maintenant que je vieillis, j'ai besoin de plus d'enthousiasme et de stimuli pour continuer. Quand je regarde mes tableaux, je ressens une tension passionnée, qui me remplit d'ardeur et d'enthousiasme. Je vais m'entraîner et peindre avec ce genre de passion et d'enthousiasme jusqu'au bout ». Dans ses derniers jours, il pouvait travailler moins de quelques heures par jour sur un fauteuil roulant. Les œuvres créées à cette époque, lorsqu'il vivait à Deungchon-dong et Bangbae-dong , apportent un sentiment de tendresse et de confort car elles sont peintes dans des couleurs pures et les figures sont présentées de manière plus douce. Les motifs de base ; tels que des cercles, des triangles et des rectangles représentant le ciel, la montagne, le soleil, les arbres, sont peints plusieurs fois.

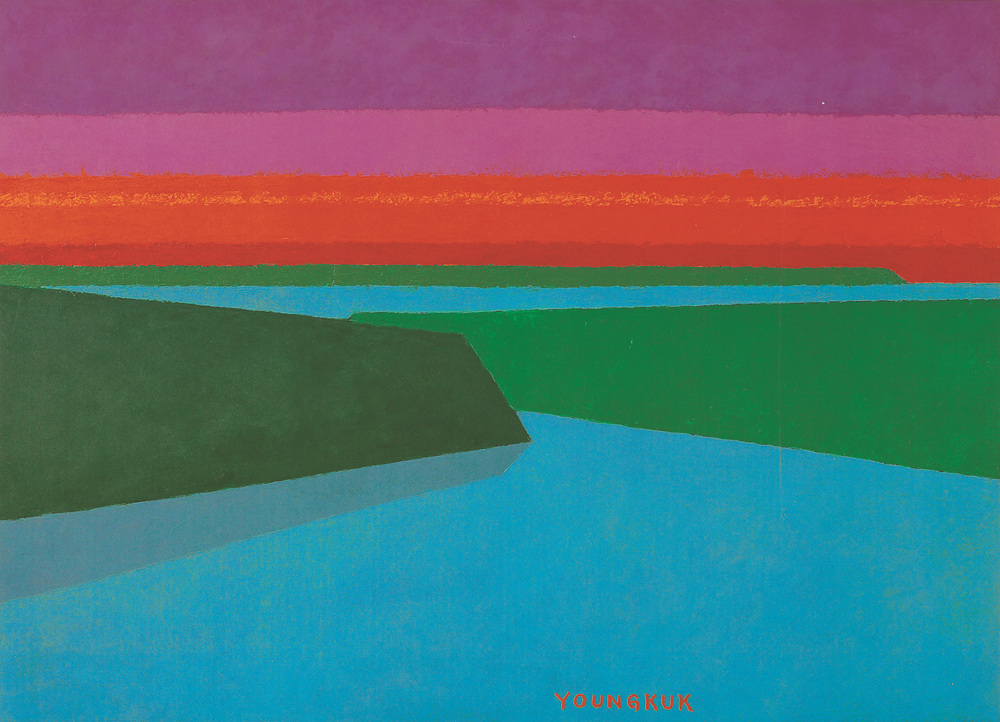
Œuvre, 1994, huile sur toile, 66x91 cm.

## Mort
Kim Kisoon, son épouse, déclare que YYK vivait sa propre vie et poursuivait son propre mode de vie sans s'accrocher à la longévité ou à la réputation. YYK disait : « Je suis devenu peintre pour vivre une vie libre sans être gêné par les autres. Pourquoi devrais-je m'inquiéter maintenant ? ». YYK meurt le 11 novembre 2002, et sa pierre tombale a pour épitaphe « La montagne reste dans ma tête ».

### Sources
- Gwang-wu Kim, Abstracting Landscape: The Formativeness in Yoo Youngkuk's work, The Professor's Times, 1er décembre 2003.
- Inbum Lee, Groupe de néo-réalisme - Le premier groupe d'artistes purement picturaux, Art Culture, 2008.
- Gwangsu Oh, Composition abstraite des formes et des champs de couleur : le monde de l'art de Yoo Youngkuk », dans le catalogue de l'exposition du 10e anniversaire de Yoo Youngkuk, Paju : Maronie Books, 2012.
- Gwangsu Oh, Yoo Youngkuk, le pionnier de l'art abstrait coréen - Sa vie et ses perspectives, Paju: Maronie Books, 2012.
- Chun-nam Park, Catalogue de l'exposition solo Yoo Youngkuk, Hoam Art Gallery, 1996.